# Vlákno PEEK

Chemická struktura polyetherketonu

Polyetherketonová (PEEK) vlákna jsou výrobky z polokrystalických aromatických polymerů vhodné pro použití v extrémních podmínkách, zejména při zvýšených teplotách.

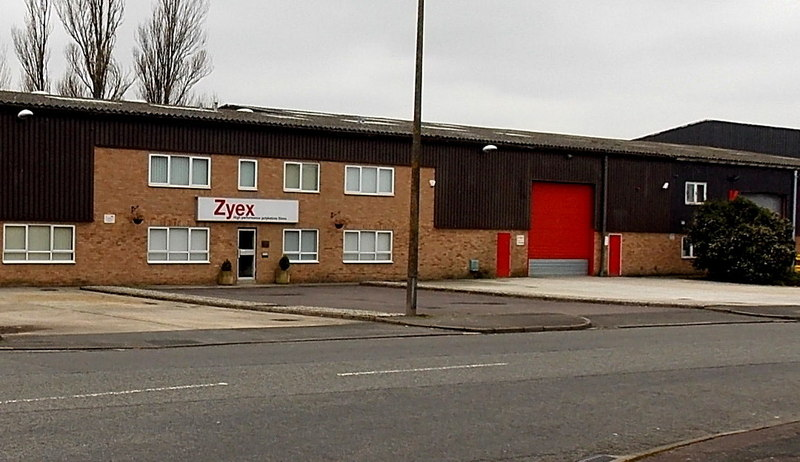
Budova firmy Zyex v anglickém Stonehouse (2013)

Značka firmy Vicrex (2017)

## Historie
První pokusy s polyetherketonovými polymery jsou známé asi z roku 1962 (DuPont), komerční výroba PEEK vláken pochází z konce 80. let, za vynálezce vlákna PEEK je pokládán britský fyzik Bruce McIntosh u firmy Zyex. V následujících letech vyráběly různé firmy pokusně modifikované polymery PEKK, PEK, PEKEKK (E = etherový a K = ketonový podíl), dlouhodobě se však uplatnil jen  Zyex® ve složení PEEK. V roce 2017 se stala firma Zyex dceřinou společností britské firmy Victrex.
Výnos z celosvětového prodeje PEEK pryskyřice za rok 2024 se odhaduje na 0,8 miliard USD. Informace o podílu textilních vláken na této částce a podrobnosti o rozsahu výroby a prodeje se dají získat jen např. z každoroční analyzy trhu za 4900 USD.

## Zvlákňování
Postup výroby metodou  tavného zvlákňování v principu: PEEK pryskyřice » extruder » zvlákňovací tryska (při 380°C, do 2000 m/min) » chlazení vzduchem » solidifikační lázeň » dloužicí pec (max. 4 násobně) » fixační pec » navíjení.

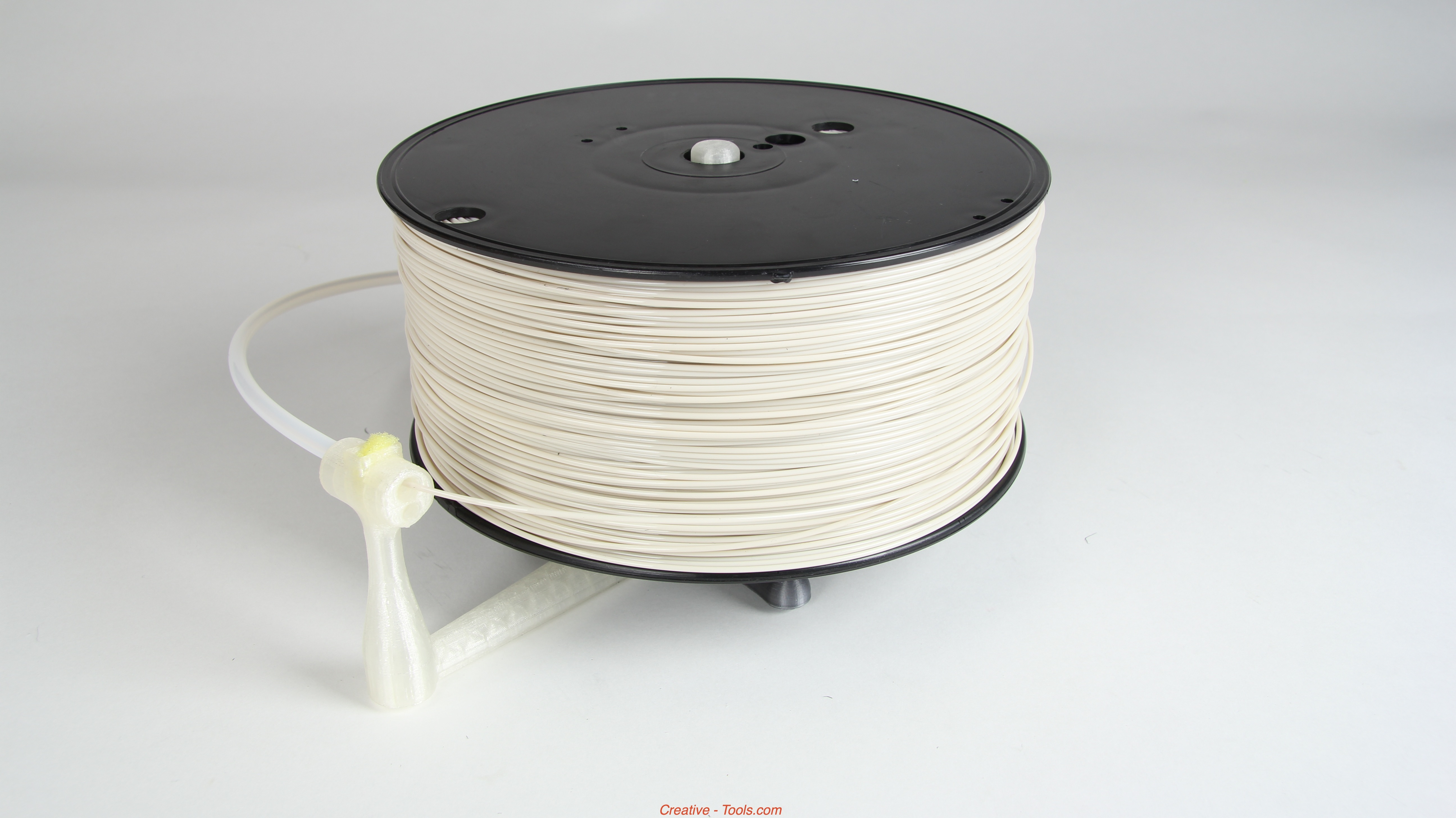
Cívka s filamentem pro 3D tisk (2016)

Vlákna pro textilní zpracování se dodávají jako:
- Monofilamenty s ø 0,07–2,0 mm (duté s ø 1,25–1,6 mm)
- Multifil 75 dtex f15 – 550 dtex f30
- Stříž 3,8–25 dtex, 80 mm[9]
- Pro 3D tisk se vyrábějí také hybridní příze, "filamenty" z PEEK s příměsí až 30 % uhlíkových nebo skleněných vláken.[10]

## Vlastnosti vlákna
Hustota 1,27–1,30 g/cm³, tažná pevnost 35–65 cN/tex, modul pružnosti 400–1200 cN/tex, tažnost 20–50 %, hořlavost 28 LOI, navlhavost 0,1 %, sráživost 0,4 %, vysoká pevnost v oděru. PEEK snáší trvale teploty do 250 °C, je odolný proti většině chemikálií s výjimkou kyseliny sírové a silně oxidovaných médií a je citlivý na UV záření. K tavení materiálu dochází při 343 °C.

## Použití
Zejména: dopravní pásy, filtry, ochranné spleteniny, těsnění, struny (tenis, hudební nástroje), umělé stětiny, kompozity.